# Jake Zamansky
Jake Zamansky (Aspen, 26 giugno 1981) è un ex sciatore alpino statunitense specialista dello slalom gigante, vincitore della Nor-Am Cup nel 2006.

## Biografia

### Stagioni 1997-2003
Jake Zamansky, originario di Park City, esordì in gare FIS il 19 dicembre 1996 a Breckenridge, senza completare lo slalom gigante in programma, e in Nor-Am Cup il 23 novembre 1998 a Beaver Creek, sempre in slalom gigante, senza qualificarsi per la seconda manche. Anche nell'esordio in Coppa Europa, il 14 febbraio 2001 a Ravascletto, non si qualificò per la seconda manche di uno slalom gigante.
Il 25 marzo 2002 a Nakiska ottenne in slalom speciale il suo primo podio in Nor-Am Cup (2º) e debuttò in Coppa del Mondo il 27 ottobre dello stesso anno sul ghiacciaio di Sölden in Austria, non riuscendo a qualificarsi per la seconda manche nello slalom gigante che aprì la stagione.

### Stagioni 2004-2013
Il 6 gennaio 2004 colse a Sunday River la sua prima vittoria in Nor-Am Cup, in slalom gigante; nel 2006 si aggiudicò il trofeo continentale nordamericano, nel quale colse l'ultimo dei suoi tre successi, tutti in slalom gigante, il 3 gennaio a Hunter Mountain. Nel 2009 partecipò ai suoi unici Campionati mondiali: nella rassegna iridata di Val-d'Isère non concluse la gara di slalom gigante. Il 21 febbraio dello stesso anno a Sestriere conquistò il suo miglior piazzamento in Coppa del Mondo, classificandosi 15º sempre nella stessa specialità, e il 12 marzo successivo  a Lake Placid salì per l'ultima volta sul podio in Nor-Am Cup, classificandosi 3º in supergigante.
Disputò la sua ultima gara di Nor-Am Cup il 3 dicembre 2009 ad Aspen (26º in slalom gigante) e di Coppa del Mondo il 29 gennaio 2010: nello slalom gigante di Kranjska Gora non si qualificò per la seconda manche. Convocato per i XXI Giochi olimpici invernali di Vancouver 2010, sua unica presenza olimpica, si piazzò 31º nella medesima disciplina. Quella gara fu l'ultima ai massimi livelli disputata da Zamansky, che continuò a partecipare a gare FIS fino al definitivo ritiro, avvenuto nel gennaio del 2013.

## Palmarès

### Coppa del Mondo
- Miglior piazzamento in classifica generale: 108º nel 2009

### Nor-Am Cup
- Vincitore della Nor-Am Cup nel 2006
- Vincitore della classifica di slalom gigante nel 2006
- 18 podi (3 in supergigante, 13 in slalom gigante, 2 in slalom speciale):
  - 3 vittorie
  - 8 secondi posti
  - 7 terzi posti

#### Nor-Am Cup - vittorie
| Data           | Località        | Paese       | Specialità |
| -------------- | --------------- | ----------- | ---------- |
| 6 gennaio 2004 | Sunday River    | Stati Uniti | GS         |
| 2 gennaio 2006 | Hunter Mountain | Stati Uniti | GS         |
| 3 gennaio 2006 | Hunter Mountain | Stati Uniti | GS         |

Legenda:

GS = slalom gigante

### Australia New Zealand Cup
- Miglior piazzamento in classifica generale: 20º nel 2010
- 1 podio:
  - 1 vittoria

#### Australia New Zealand Cup - vittorie
| Data           | Località     | Paese         | Specialità |
| -------------- | ------------ | ------------- | ---------- |
| 26 agosto 2009 | Coronet Peak | Nuova Zelanda | SG         |

Legenda:

SG = supergigante

### Campionati statunitensi
- 1 medaglia[1]:
  - 1 argento (slalom gigante nel 2004)